# 李砥平
李砥平（1909年—2007年2月3日），原名李中道，安徽省萧县赵庄镇李酒店村人，中华人民共和国政治人物。

## 生平
1931年9月参加反帝大同盟。1932年8月加入中国共产党，1932年在萧县张庄寨暴动后被捕入狱。1937年8月出狱。
1937年底在萧县陇海路南地区党组织工作。1938年2月任萧县陇海路南地区工委书记，1938年7月任萧县陇海路南县工委书记兼湖西人民抗日义勇队2总队17大队大队长。1938年10月任萧县中心县委组织部部长。1939年7月任萧县中心县委书记兼萧县独立团政委。1940年9月任陇海路南地委书记兼萧县独立旅政委。1941年9月任淮北、邳、睢、铜、灵、萧东地委书记兼军分区政委。1943年2月赴延安学习，任支部委员。1944年1月在延安中央党校二部学习，任十六支部书记。
1946年2月，任辽北省一地委书记兼军分区政委。1946年4月任辽北省委民运部部长，1946年5月任辽宁二地委书记兼军分区政委，坚持残酷的敌后游击战争至1947年东北夏季攻势。1948年12月任辽北省省委常委、组织部部长。1949年辽西省省委常委、组织部部长。
1950年5月，任辽西省省委常委、秘书长。1952年下半年任辽西省委第二副书记。1954年8月吉林省委第一副书记。1954年当选第一届全国人民代表大会代表。1955年2月任吉林省第一届政协主席。1955年3月兼任吉林省委第四书记。1955年6月兼任吉林省监察委员会书记。1956年6月兼任吉林省监察委员会第一书记。1956年7月兼任吉林省委书记处书记。1959年6月任吉林省第二届政协主席。1963年12月任吉林省第三届政协主席。1972年2月下放劳动。1979年1月任吉林省委书记（当时设有第一书记）。1981年5月任吉林省委书记（当时设有第一书记）兼吉林省委纪委第一书记。1980年4月任吉林省第四届政协主席。1983年4月任吉林省第五届政协主席。